# Tullhuset, Blasieholmen

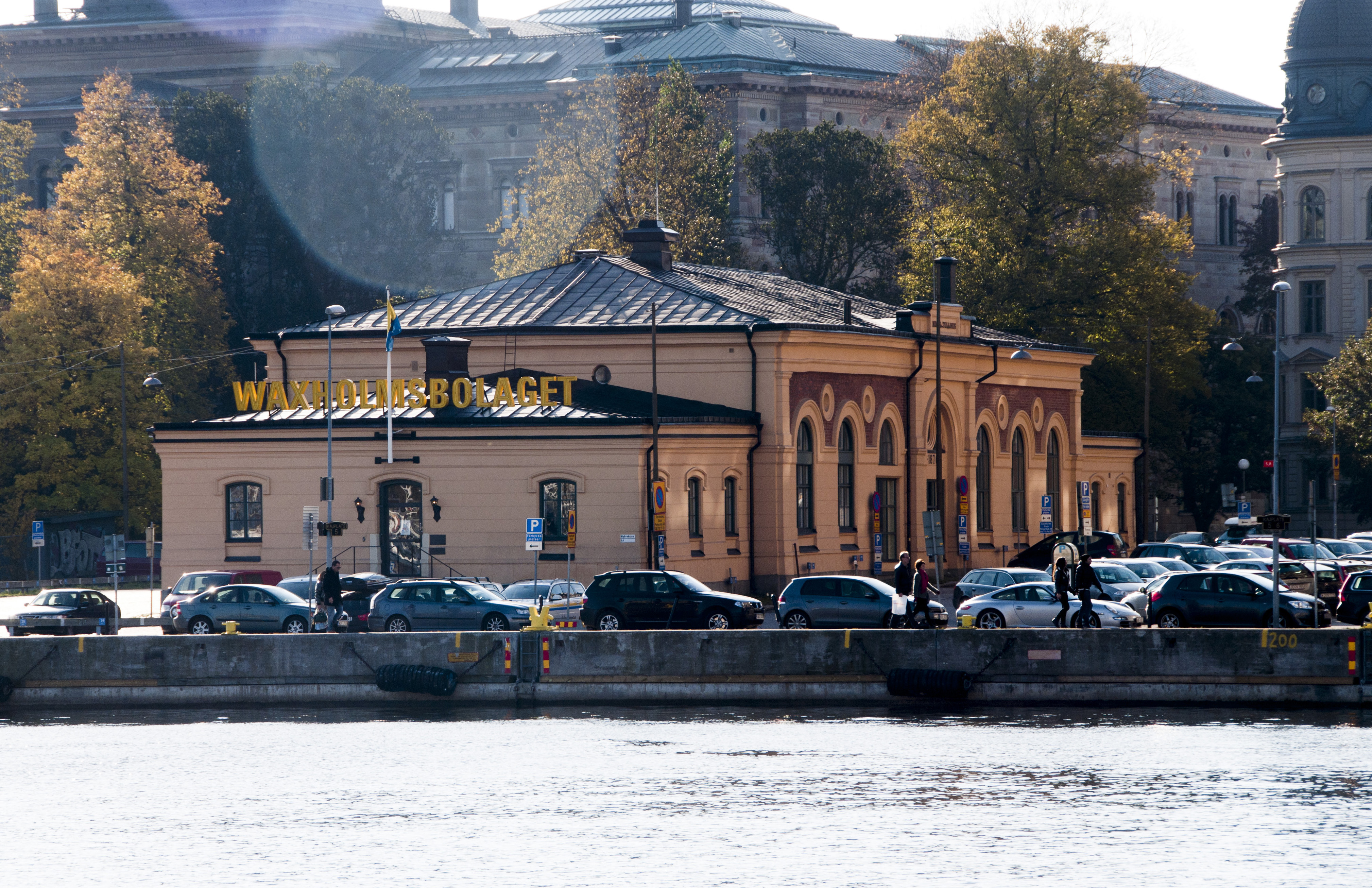
Tullhuset vid Nybrokajen i oktober 2011.

Tullhuset på Blasieholmen är en tullbyggnad vid Nybrokajen / Hovslagargatan på Blasieholmen i centrala Stockholm, uppförd 1874. Tullverksamheten upphörde på 1940-talet och idag används byggnaden som kontor. Tullhusets byggnad grönmärktes av Stadsmuseet i Stockholm vilket innebär att det kulturhistoriska värdet anses vara särskilt hög från historisk, kulturhistorisk, miljömässig eller konstnärlig synpunkt.

## Historik

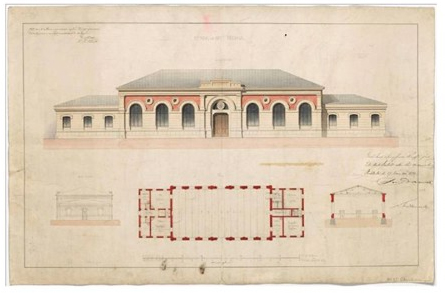
Byggnadsritning, 1874

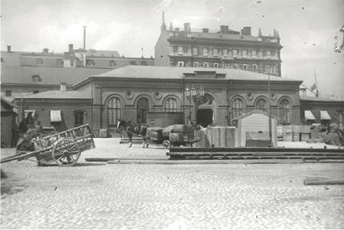
Tullhuset kring år 1900

Från nuvarande Nybrokajen bedrevs från 1852 passagerar- och lasttrafik på södra Sverige, Danmark och Norge. Vid platsen, som då kallades Norra Blasieholmshamnen, öppnades 1874 en tullavdelning. 1876 stod ett nytt tullhus, eller packhuspaviljong som det också kallats, färdigt. Det uppfördes i Tullverkets regi, men bekostades av staden. För ritningarna svarade arkitekten Axel Fredrik Nyström vid Överintendentsämbetet.
Tullhuset gestaltades i nyrenässans med ett högre mittparti flankerat av två lägre flyglar. Stora rundbågiga fönster belyste det stora öppna packhusplanet innanför murarna. Med järnportar för dörrar och fönster säkrades både brand- och inbrottsskydd om natten. I rummet fanns stora urverk med visartavlor över portarna. I flyglarna fanns kontor och andra utrymmen för personalen.
Utrikestrafiken vid Blasieholmshamnen var livlig kring sekelskiftet 1900. Här lossades upp emot 80 procent av huvudstadens kaffeimport, liksom en hel del industrigods. Med tiden blev dock hamnen för liten för de allt större fartygen, och avdelningen stängdes 1942.
1953 inreddes en bensinmack för BP i tullhusets västra del, med tillhörande skärmtak. I det gamla magasinsrummet inrymdes några år senare service- och tvätthall. I slutet av 1970-talet entresolerades tullhuset och byggdes om till kontor. Fram till början av oktober 2013 hade Waxholmsbolaget sitt huvudkontor i byggnaden.
Framtiden för Tullhuset och de två närbelägna hamnmagasinen från 1910-talet, de sista i sitt slag i Stockholms hamn, är oviss eftersom alla ligger på den mark där ett Nobelcenter planeras att byggas. I det vinnande förslaget i arkitekttävlingen ersätts byggnaderna helt av det nya centret. Husen är grönklassade av Stockholms Stadsmuseum, vilket innebär att de är särskilt värdefulla ur kulturhistorisk synpunkt. I maj 2018 beslutade Mark- och miljödomstolen att upphäva Stockholms stads beslut om detaljplan gällande Nobelcenter då den skulle innebära ”påtaglig skada på riksintresset” för kulturmiljövården på Blasieholmen.